# Pește electric

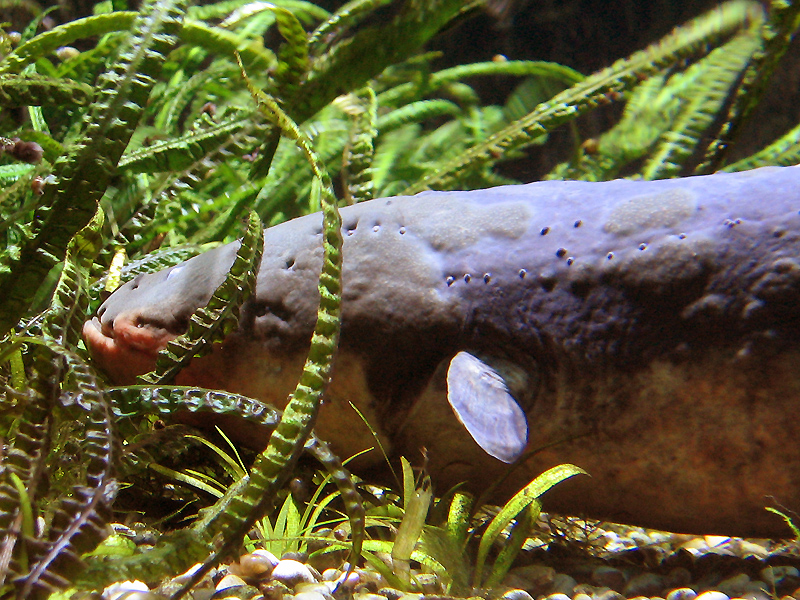
Țipar electric

Peștele electric este o categorie de pești acvatici care posedă capacități electrice speciale, fiind capabili să producă impulsuri electrice în scopuri variate. Acești pești sunt adaptați la medii acvatice, unde își utilizează abilitățile electrice pentru a naviga, a găsi hrană și a interacționa cu alți membri ai speciei. Organele electrice, numite electrocite, sunt prezente în corpul lor și sunt responsabile pentru generarea câmpurilor electrice. Peștii electrici pot varia în dimensiune și formă, iar abilitățile lor electrice sunt adesea esențiale pentru supraviețuirea și adaptarea lor la mediul înconjurător.
Acești pești sunt remarcabili pentru comportamentul lor electric, care include emisia de descărcări electrice în scopuri diverse, cum ar fi localizarea prăzii, comunicarea cu alți membri ai speciei sau stabilirea teritoriilor. Studiul peștilor electrici a oferit cercetătorilor oportunitatea de a înțelege mai bine evoluția și adaptarea la medii specifice, precum și de a dezvolta tehnologii inspirate de aceste capacități, cum ar fi senzorii și dispozitivele medicale.